# Stromkennzeichnung
Unter Stromkennzeichnung versteht man die gesetzlich vorgeschriebene Information an Letztverbraucher von Strom über dessen Erzeugung. Sie beinhaltet als Produktkennzeichnung die anteilmäßige Aufteilung der Energieträger, aus denen der Strom erzeugt wird, welcher vom Stromlieferanten beschafft und an den Letztverbraucher geliefert wird. Die Aufstellung dieser Anteile kann sich sowohl auf ein bestimmtes Produkt beziehen, als auch auf die gesamte Strombeschaffung und -lieferung eines Lieferanten. Daraus resultiert dann die Spezifische Kohlendioxid-Emission in g CO2eq/kWh bzw. das Treibhauspotential.
Dieser Liefermix einzelner Lieferanten ist in der Veröffentlichung jeweils dem Bundesdurchschnitt gegenüberzustellen.
Der durchschnittliche Lieferantenmix ist wiederum von dem nationalen Stromerzeugungsmix (siehe Strommix) zu unterscheiden. Die Begriffe sind nicht eindeutig; der Liefermix wird von den Anbietern ebenfalls als Strommix bezeichnet. So beinhaltete der Stromerzeugungsmix der Schweiz (welcher Strom wurde in welchen Anteilen in der Schweiz produziert) im Jahr 2020 einen hohen Anteil erneuerbarer Energien, aber auch 30 % Kernkraft. Der durchschnittliche Liefermix der Schweizer Lieferanten war dagegen stark durch Importe aus umliegenden Ländern bestimmt und enthielt einen weit geringeren Kernkraftanteil von 20 %, dafür Lieferungen thermischer Kraftwerke und Strom unbekannter Herkunft.

## Rechtliche Situation

### Rechtliche Situation in der EU
Die EU-Richtlinie 2009/72/EG (Elektrizitätsbinnenmarktrichtlinie) schreibt eine Kennzeichnung gegenüber dem Endverbraucher vor. Laut Art. 3 Nr. 9 a) ist der Mix des vorangegangenen Jahres in einer auf nationaler Ebene eindeutig vergleichbaren Weise zu kennzeichnen, laut Art. 3 Nr. 9) müssen Informationen über die Umweltauswirkungen (mindestens CO2-Emissionen und radioaktiver Abfall) aus der erzeugten Elektrizität des Gesamtenergieträgermix des Lieferanten öffentlich zur Verfügung gestellt werden.

### Rechtliche Situation in Deutschland
In Deutschland sind die gesetzlichen Rahmenbedingungen für die Stromkennzeichnung im § 42 Energiewirtschaftsgesetz (EnWG) für den gelieferten Strom und nach § 54 Erneuerbare-Energien-Gesetz (EEG 2012), heute in § 78 EEG 2017, für den zwingend auszuweisenden Anteil des nach EEG geförderten Stroms geregelt. Damit wurde die EU-Richtlinie 2009/72/EG umgesetzt. Der Stromlieferant muss die Stromkennzeichnung für die Endverbraucher (im Gesetz Letztverbraucher genannt) auf der Jahresstromrechnung und auf allen Werbematerialien angeben. Gehören zu dem Strommix des Stromlieferanten auch direkt vermarktete erneuerbare Energien (also kein EEG-Strom), so muss er Herkunftsnachweise verwenden und beim Umweltbundesamt entwerten. Diese Verpflichtung gilt gemäß § 66 Abs. 9 EEG 2012 und § 118 Abs. 10 EnWG a.F. seit dem Tag der Inbetriebnahme des Herkunftsnachweisregisters (HKNR) im Umweltbundesamt am 1. Januar 2013. Das bedeutet eine Umstellung der Stromrechnung mit Aufnahme der Information nach § 42 EnWG spätestens ab November 2014. Die Stromkennzeichnung ist spätestens am 1. November eines Jahres auf die Werte des Vorjahres zu aktualisieren. Ab 2025 wird diese Frist auf den 1. Juli eines Jahres vorverlegt.
Nach § 42 Nr. 2 EnWG müssen die Informationen verbraucherfreundlich in angemessener Größe dargestellt und grafisch visualisiert werden. Diese Informationen, insbesondere über die Umweltauswirkungen, ermöglichen dem Stromkunden, die „Qualität“ der Stromproduktion zu bewerten. Folgende Daten müssen ermittelt und veröffentlicht werden:
- der Strommix des Unternehmens (Händlermix, auch Lieferantenmix genannt), der alle Kunden des Händlers, die Endverbraucher sind, zusammenfasst. Sofern ein spezielles Produkt mit unterschiedlichem Energieträgermix angeboten wird (Produktmix, z. B. „100 % Wasserkraft“), muss zusätzlich für dieses Produkt und auch für den verbleibenden Energieträgermix der Anteil der einzelnen Energieträger angegeben werden.
- Informationen über Umweltauswirkungen pro Kilowattstunde als Spezifische Kohlendioxid-Emission werden anlagenspezifisch ermittelt. Die Menge des radioaktiven Abfalls für Strom aus Atomkraftwerken wird mit dem bundesweit einheitlichen Faktor 0,0027 g/kWh errechnet.[6]
- bundesweite Durchschnittswerte für alle Angaben, damit ein Vergleich möglich ist

Für Strom unbekannter Herkunft, auch Graustrom genannt, gilt nach § 42 Abs. 4 EnWG: „Bei Strommengen, die nicht eindeutig erzeugungsseitig einem der in Absatz 1 Nummer 1 genannten Energieträger zugeordnet werden können, ist der ENTSO-E-Energieträgermix für Deutschland unter Abzug der nach Absatz 5 Nummer 1 und 2 auszuweisenden Anteile an Strom aus erneuerbaren Energien zu Grunde zu legen. Soweit mit angemessenem Aufwand möglich, ist der ENTSO-E-Mix vor seiner Anwendung soweit zu bereinigen, dass auch sonstige Doppelzählungen von Strommengen vermieden werden.“
Die Kennzeichnung der Quellen bezieht sich nur auf den Lieferantenmix, nicht jedoch auf die Ausgleichsenergie und die zugewiesene Regelenergie, auf welche die Anbieter keinen Einfluss haben. Das heißt, selbst wenn ein Kunde 100 % Wasserkraft kauft, bezahlt er über die Regelenergie auch Graustrom, also unter Umständen auch Strom aus Atom- und Kohlekraftwerken.
Es liegt in der physikalischen Eigenschaft von Strom, immer den kürzesten Weg zu nehmen. Daher bezieht jeder Kunde vom Netzbetreiber über das Stromnetz immer Strom aus den nächstgelegenen Kraftwerken. Die Stromkennzeichnung bezieht sich nur auf die vom Kunden bezahlte Einspeisung, die ihm der Lieferant bilanziell zugewiesen hat. Da die Quelle der Erzeugung an der Steckdose nicht mehr erkennbar ist, wurden zur Verhinderung der Doppelvermarktung das Herkunftsnachweisregister für Strom aus erneuerbaren Energien und die Kennzeichnungspflicht eingeführt.

## Funktionsweise in der Praxis
Der Leitfaden „Stromkennzeichnung“ vom Bundesverband der Energie- und Wasserwirtschaft beschreibt den genauen Prozess der Bilanzierung und Kennzeichnung für Elektrizitätsversorger. Damit die Stromkennzeichnung verlässlich bleibt, auch wenn der Strom mehrfach weiterverkauft wird, bevor er zum Endverbraucher kommt, werden bei der Stromerzeugung Belege, so genannte Herkunftsnachweise, ausgestellt. Diese bestätigen, dass eine bestimmte Menge elektrischer Energie auf eine gewisse Weise produziert wurde. Die Herkunftsnachweise werden in jedem Mitgliedsstaat der EU in zentralen Registern verwaltet, um zu verhindern, dass dieselbe erzeugte Energiemenge mehr als einmal verkauft werden kann. Das Umweltbundesamt ist dafür zuständig, Herkunftsnachweise für in Deutschland erzeugten Strom aus erneuerbaren Energien auszustellen sowie Herkunftsnachweise in das Ausland (Export) und aus dem Ausland (Import) zu übertragen und Herkunftsnachweise, die zur Stromkennzeichnung verwendet werden, zu entwerten. Wenn das Umweltbundesamt Zweifel an der Richtigkeit, der Zuverlässigkeit oder der Wahrhaftigkeit des Herkunftsnachweises aus dem Ausland hat, kann es die Anerkennung und den Import verweigern. Dieses elektronische Register ist vergleichbar mit einem Online-Banking-System. Nutzer des Registers melden sich über ein Online-Portal an und verwalten ihre Herkunftsnachweise über eine Kontoansicht. Im Herkunftsnachweisregister (HKNR) verwaltet das Umweltbundesamt den gesamten Lebensweg des Herkunftsnachweises. Es stellt die Herkunftsnachweise aus, überträgt, importiert, exportiert und entwertet sie.
Beim Verkauf des Herkunftsnachweises überträgt ihn das Umweltbundesamt auf das Konto des Käufers. Das Umweltbundesamt entwertet Herkunftsnachweise für Elektrizitätsversorgungsunternehmen (EVU), die Strom an Verbraucher liefern. Nach der Entwertung können Herkunftsnachweise nicht weiter gehandelt oder anderweitig genutzt werden. Der Endverbraucher und Stromkunde kann Herkunftsnachweise nicht selbst entwerten, Stromkunden sind keine Registerteilnehmer.
In Ländern mit EU-konformer Stromkennzeichnung müssen die Stromanbieter für die Ausweisung von Strom aus erneuerbaren Energien Herkunftsnachweise verwenden, die zu diesem Zweck entwertet werden müssen. Die Richtigkeit der Stromkennzeichnung für erneuerbare Energien wird durch das Herkunftsnachweisregister im Umweltbundesamt geprüft.

## Werte in Deutschland

Stromerzeugungsmix 2023: Nettostromerzeugung nach Energieträgern in Deutschland

Die Tabelle unten listet den bundesweiten durchschnittlichen Strommix sowie die Angaben der fünf größten Energieversorger und der vier größten unabhängigen Ökostrom-Anbieter auf (Herkunftsdatum der Daten ist einzeln angegeben). Die Begriffe Liefermix und Strommix sind nicht eindeutig; ein Liefermix wird von den Anbietern ebenfalls als Strommix bezeichnet
| 2012                         | Durchschnitt | E.ON   | E.ON   | RWE    | RWE    | EnBW   | Vattenfall Europe | EWE    | LichtBlick | Greenpeace Energy   | EWS   | Naturstrom AG |
| ---------------------------- | ------------ | ------ | ------ | ------ | ------ | ------ | ----------------- | ------ | ---------- | ------------------- | ----- | ------------- |
| Erneuerbare Energieträger    | 24,2 %       | 33,1 % | 33,1 % | 28,4 % | 28,4 % | 27,2 % | 42,8 %            | 26,2 % | 100 %      | 100 %               | 100 % | 100 %         |
| Kernenergie                  | 17,1 %       | 21,2 % | 21,2 % | 12,7 % | 12,7 % | 32,2 % | 3,0 %             | 19,7 % | 0 %        | 0 %                 | 0 %   | 0 %           |
| Fossile Energieträger        | 58,6 %       | 45,7 % | 45,7 % | 58,9 % | 58,9 % | 40,6 % | 54,2 %            | 54,2 % | 0 %        | 0 %                 | 0 %   | 0 %           |
| Radioaktiver Abfall (mg/kWh) | 0,5          | 0,6    | 0,6    | 0,3    | 0,3    | 0,9    | 0,1               | 0,5    | 0          | 0                   | 0     | 0             |
| CO2-Emissionen (g/kWh)       | 522          | 489    | 489    | 659    | 659    | 336    | 447               | 441    | 0          | 0                   | 0     | 0             |
| 2013                         | Durchschnitt | E.ON   | E.ON   | RWE    | RWE    | EnBW   | Vattenfall        | EWE    | LichtBlick | Greenpeace Energy   | EWS   | Naturstrom AG |
| Erneuerbare Energieträger    | 25,8 %       | 35,9 % | 35,9 % | 30,8 % | 30,8 % | 30,7 % | 43,6 %            | 28,8 % | 100 %      | 100 %               | 100 % | 100 %         |
| Kernenergie                  | 16,6 %       | 21,7 % | 21,7 % | 12,8 % | 12,8 % | 30,2 % | 3,4 %             | 19,1 % | 0 %        | 0 %                 | 0 %   | 0 %           |
| Fossile Energieträger        | 57,5 %       | 42,4 % | 42,4 % | 56,5 % | 56,5 % | 39,0 % | 53,0 %            | 52,1 % | 0 %        | 0 %                 | 0 %   | 0 %           |
| Radioaktiver Abfall (mg/kWh) | 0,4          | 0,6    | 0,6    | 0,3    | 0,3    | 0,8    | 0,1               | 0,5    | 0          | 0                   | 0     | 0             |
| CO2-Emissionen (g/kWh)       | 511          | 372    | 372    | 635    | 635    | 331    | 432               | 459    | 0          | 0                   | 0     | 0             |
| 2014                         | Durchschnitt | E.ON   | E.ON   | RWE    | RWE    | EnBW   | Vattenfall        | EWE    | LichtBlick | Greenpeace Energy   | EWS   | Naturstrom AG |
| Erneuerbare Energieträger    | 27,9 %       | 37,1 % | 37,1 % | 34,6 % | 34,6 % | 41,9 % | k. A.             | 32,4 % | 100 %      | 100 %               | 100 % | 100 %         |
| Kernenergie                  | 16,8 %       | 27,3 % | 27,3 % | 12,5 % | 12,5 % | 26,4 % | k. A.             | 16,7 % | 0 %        | 0 %                 | 0 %   | 0 %           |
| Fossile Energieträger        | 55,3 %       | 35,6 % | 35,6 % | 52,8 % | 52,8 % | 31,7 % | k. A.             | 50,8 % | 0 %        | 0 %                 | 0 %   | 0 %           |
| Radioaktiver Abfall (mg/kWh) | 0,5          | 0,7    | 0,7    | 0,3    | 0,3    | 0,7    | k. A.             | 0,5    | 0          | 0                   | 0     | 0             |
| CO2-Emissionen (g/kWh)       | 508          | 335    | 335    | 600    | 600    | 268    | k. A.             | 474    | 0          | 0                   | 0     | 0             |
| 2020/ 2021                   | Durchschnitt | E.ON   | Uniper | RWE    | RWE    | EnBW   | Vattenfall        | EWE    | LichtBlick | Green Planet Energy | EWS   | Naturstrom AG |
| Erneuerbare Energieträger    | 44,9 %       | 9,6 %  | 0,7 %  | 7,4 %  | 7,4 %  | 22,7 % | 31,1 %            | 19,2 % | 100 %      | 100 %               | 100 % | 100 %         |
| Kernenergie                  | 12,9 %       | 25,6 % | 43,8 % | 27,3 % | 27,3 % | 31,5 % | 6,1 %             | 18,5 % | 0 %        | 0 %                 | 0 %   | 0 %           |
| Fossile Energieträger        | 40,8 %       | 64,8 % | 51,5 % | 65,3 % | 65,3 % | 45,8 % | 62,7 %            | 62,3 % | 0 %        | 0 %                 | 0 %   | 0 %           |
| Radioaktiver Abfall (mg/kWh) |              | 0,7    | 1,3    | 0,7    | 0,7    | 0,8    | 0,2               | 0,2    | 0          | 0                   | 0     | 0             |
| CO2-Emissionen (g/kWh)       |              | 584    | 413    | 540    | 540    | 359    | 274               | 485    | 0          | 0                   | 0     | 0             |

### Kritik
Die Stromkennzeichnung wurde von Umwelt- und Verbraucherschützern seit langem gefordert und ihre Einführung begrüßt. Dennoch erfüllen die Daten nicht alle Erwartungen und bieten nicht die bestmögliche Transparenz.
Kritisiert wird teilweise, dass in Deutschland die Energieträger in nur drei große Gruppen zusammengefasst und nicht näher aufgeschlüsselt sind. Damit werden beispielsweise gasbefeuerte, hocheffiziente Kraft-Wärme-Kopplungs-Anlagen mit alten Braunkohle-Kraftwerken, oder Solaranlagen mit Wasserkraftwerken gleichgestellt. Der Zusatznutzen bei der Wärmegewinnung von KWK-Anlagen wird bei der Berechnung der CO2-Menge nicht berücksichtigt.
An der Börse und an Brokerplattformen gehandelte Mengen werden als Strom unbekannter Herkunft, sogenannter Graustrom betrachtet und pauschal mit den Energieträgerinformationen des korrigierten ENTSO-E-Mixes bilanziert. Auch der EEG-Strom verwandelt sich mit der Direktvermarktung in Graustrom. Der EEG-Stromanteil wird nachträglich allen Versorgern prozentual zugerechnet. Durch die hohen EEG-Anteile im Haushaltskundenmix von bereits 50 % schwindet die Möglichkeit von Grünstromanbietern, sich von anderen Anbietern abzugrenzen. Alle Versorger haben unabhängig von ihrer Beschaffung nach dem geltenden System einen immer weiter steigenden Grünanteil. Somit ist geplant, den EEG-Anteil künftig nicht mehr auszuweisen.
Mit einem Ver- und Rückkauf an der Börse kann somit eine beliebige Herkunft durch den ENTSO-E-Mix ersetzt werden. So können unbeliebte Erzeugungsarten (z. B. Kernenergie) aus der Stromkennzeichnung eliminiert werden. Insgesamt ist der Weg von Stromerzeugungsarten durch den Stromhandel, dessen Volumen den verbrauchten Strom um ein vielfaches übersteigt, schwer nachzuvollziehen und es kommt zu Doppelzählungen und Verlust von Stromkennzeichnungsmerkmalen.
Die Art der Berechnung der radioaktiven Abfallmenge ist in Deutschland nicht gesetzlich vorgegeben, sondern den Stromanbietern überlassen. Deren Bundesverband der Energie- und Wasserwirtschaft hat vereinbart, dass lediglich die abgebrannten Brennelemente (20–25 t pro Kernkraftwerk und Jahr) in die Mengenberechnung eingehen sollen. Schwach- und mittelradioaktive Abfälle bleiben außen vor. Dies führt zur Angabe einer vergleichsweise geringen Abfallmenge von 0,0027 g/kWh für Strom aus Kernenergie. In einigen anderen europäischen Ländern werden aufgrund anderer Berechnungsmethoden weitaus höhere Abfallmengen angegeben. So wird z. B. in Großbritannien ein Faktor von 0,010 g/kWh verwendet, der vom Energieministerium vorgegeben wird. Der weitaus größte Anteil an radioaktivem Abfall fällt erst nach Betriebsende eines Kernkraftwerks an. Diese Abfallmenge geht jedoch auch nicht in den vom Bundesverband der Energie- und Wasserwirtschaft verwendeten Faktor ein. So wurden z. B. im Block A des Kernkraftwerks Gundremmingen 13,8 Milliarden kWh Strom erzeugt und beim Rückbau sind 1400 t radioaktiver Abfall angefallen. Dies entspricht einer radioaktiven Abfallmenge von 0,101 g/kWh.
Auch die Darstellung der radioaktiven Abfallmenge ist in Deutschland nicht gesetzlich vorgegeben. Die Europäische Kommission empfiehlt, die Menge des radioaktiven Abfalls in Mikrogramm/kWh anzugeben. Die im Bundesverband der Energie- und Wasserwirtschaft zusammengeschlossenen Stromanbieter haben jedoch vereinbart, die Einheit g/kWh zu verwenden. Der Zahlenwert wird dadurch um den Faktor 1.000.000 reduziert und die Abfallmenge wird optisch verkleinert.
Grundsätzlich gibt der Strommix nur näherungsweise wieder, welcher Strom tatsächlich an den Verbraucher geliefert wurde. Da Strom an sich nicht speicherbar ist, müssen zu jedem Zeitpunkt Erzeugung und Verbrauch gleich groß sein. Eine genaue Stromkennzeichnung würde für jeden Zeitpunkt die in den verschiedenen Arten von Kraftwerken momentan erzeugte elektrische Leistung den zugehörigen Vermarktungskontrakten zuschreiben. Das geschieht jedoch nicht:
- Die Stromkennzeichnung z. B. auf Basis von Herkunftsnachweisen erfolgt nur mengenbasiert ohne Berücksichtigung der Struktur
- Weder Menge noch Art der Ausgleichsenergie fließen in die Stromkennzeichnung ein. Eine versorgerscharfe Zurechnung ist auch nicht möglich.
- Die unvermeidbaren Übertragungsverluste in der Höhe von etwa 5,7 % der eingespeisten elektrischen Energie werden von den Netzbetreibern ersetzt und bleiben im Strommix des Stromlieferanten unberücksichtigt. Der Lieferant hat auch keinen Einfluss auf ihre Beschaffung.

Kritisiert wird auch die Angabe eines Produktmix, weil dieser dazu führt, dass Großkunden wie Industrie und Staat, denen die Herkunft des Stroms egal ist, billiger „schmutziger“ Strom verkauft wird, während der Strom aus umweltfreundlichen Kraftwerken nun gesondert, gegen Aufpreis an sensible Endkunden verkauft wird. Andererseits wären von einer Abschaffung des Produktmix aber auch Kunden von Ökostrom-Anbietern, die Strom in verschiedenen Preislagen anbieten, negativ betroffen, da ein Kunde aus dem Händlermix, der den Durchschnitt wiedergibt, nicht genau erfahren kann, welche Stromproduktion er mit dem Bezahlen der Rechnung unterstützt. Außerdem wäre zu befürchten, dass ein Verbot des Produktmix durch die Gründung von eigenständigen Tochtergesellschaften leicht umgangen werden könnte.
Global 2000 und Greenpeace fordern, dass nicht nur die an Endkunden abgesetzte Energie deklariert wird, sondern die gesamte Handelsmenge. Kunden sollen wissen, ob ihr Anbieter z. B. mit dem Handel von Atomstrom Gewinne macht. Die Umsetzung dieser Forderung ist schwierig, weil der Börsenhandel  ohne Herkunftsnachweis erfolgt und weil die Handelsmenge – im Gegensatz zur tatsächlich abgesetzten Menge – durch Käufe und Verkäufe beliebig groß werden kann.
Die Stromkennzeichnung kann das Verbraucherverhalten auch beeinflussen: Manche Kunden glauben, dass Stromsparen nicht mehr so wichtig ist, wenn sie sich mit 100 % Wasserkraft oder 100 % Ökostrom beliefern lassen.

## Werte in Österreich
Im Jahr 2004 kauften österreichische Stromversorger RECS-Zertifikate im Ausmaß von 7,2 Milliarden kWh. Das entsprach rund 10 % des gesamten österreichischen Stromverbrauchs.
Im April 2012 fand ein Treffen („Atomstromgipfel“) statt, an dem die österreichische Bundesregierung, die Österreichische Energiewirtschaft und zwei Umweltorganisationen (Global 2000 und Greenpeace) teilnahmen.
Die beiden Umweltorganisationen hatten zuvor kritisiert, dass in der Vergangenheit
- acht der neun Landesversorger mit Atomstrom handelten, gegenüber ihren Endkunden aber nur eine geringe oder gar keine Menge deklarierten
- und dass Atomstrom nach Zukauf entsprechender Stromerzeugungs-Zertifikate als Strom aus Wasserkraft deklariert wurde, die Versorger aber nie Strom aus diesen Wasserkraftwerken bezogen. Die Zertifikate stammten hauptsächlich aus Finnland, Norwegen, Schweden und Spanien (Länder, in denen Wasserkraftproduzenten die Zertifikate nicht benötigten, weil es dort keine EU-konforme Stromkennzeichnung gab).

2013 wurde das Elektrizitätswirtschafts- und -organisationsgesetz (ElWOG) reformiert.
§ 79 Abs. 3 Elektrizitätswirtschafts- und -organisationsgesetz (ElWOG) lautet:
Die Anteile an den verschiedenen Primärenergieträgern gemäß Abs. 1 sind als einheitlicher Versorgermix auszuweisen, der die gesamte Stromaufbringung des Stromhändlers an Endverbraucher berücksichtigt. Sind die Primärenergieträger nicht eindeutig ermittelbar, etwa bei Einkauf über Strombörsen, hat eine rechnerische Zuordnung dieser Mengen auf der Grundlage der aktuellen europaweiten Gesamtaufbringung nach ENTSO (Strom) abzüglich deren Aufbringung auf Basis erneuerbarer Energieträger zu erfolgen.

## Werte in der Schweiz
2021 stammte der Strom aus Schweizer Steckdosen zu rund 68 % aus Grosswasserkraftwerken und nicht geförderten Kleinwasserkraftwerken, zu 11,5 % aus neuen erneuerbaren Energieträgern (Sonne, Wind, Biomasse und Kleinwasserkraft), zu 18,5 % aus Kernenergie und zu 1,87 % aus fossilen Energieträgern.
Die Werte einzelner Schweizer Stromlieferanten werden von der Pronovo AG und dem Verband Schweizerischer Elektrizitätsunternehmen veröffentlicht.

## Strommix einzelner Anbieter
1. ↑  E.ON Stromkennzeichnung 2012, Angaben für 2012 nicht abrufbar, kein Archivlink auffindbar, 5. September 2022
2. ↑  RWE Stromkennzeichnung 2012, Archivlink abgerufen am 5. September 2022
3. ↑  EnBW Stromkennzeichnung 2012 (PDF; 79 kB) (Memento vom 11. Januar 2014 im Internet Archive)
4. ↑  Vattenfall Stromkennzeichnung 2012 (PDF; 255 kB), Seite nicht mehr abrufbar, kein Archivlink auffindbar, 5. September 2022
5. ↑  EWE Stromkennzeichnung 2012 (Memento vom 16. Oktober 2011 im Internet Archive)
6. ↑  Lichtblick Stromkennzeichnung 2012, Seite liefert nicht die gewünschten Daten, kein Archivlink auffindbar, 5. September 2022
7. ↑  Greenpeace Energy Stromkennzeichnung 2012, Archivlink abgerufen am 5. September 2022, keine Grafik vorhanden
8. ↑  Elektrizitätswerke Schönau Stromkennzeichnung 2012, Archivlink abgerufen am 5. September 2022
9. ↑  Naturstrom AG Stromkennzeichnung 2012 (PDF), Archivlink abgerufen am 5. September 2022
10. ↑  E.ON Stromkennzeichnung 2013, Seite liefert nicht die gewünschten Daten, kein Archivlink auffindbar, 5. September 2022
11. ↑  RWE Stromkennzeichnung 2013 (Memento vom 16. Dezember 2014 im Internet Archive)
12. ↑  EnBW Stromkennzeichnung 2013 (PDF; 79 kB), Archivlink abgerufen am 5. September 2022
13. ↑  Vattenfall Stromkennzeichnung 2013 (PDF; 248 kB), Archivlink abgerufen am 5. September 2022
14. ↑  EWE Stromkennzeichnung 2013 (Memento vom 16. Oktober 2011 im Internet Archive)
15. ↑  Lichtblick Stromkennzeichnung 2013, Link liefert nicht die gewünschte Information, kein Archivlink auffindbar
16. ↑  Greenpeace Energy Stromkennzeichnung 2013, Archivlink abgerufen am 5. September 2022
17. ↑  Elektrizitätswerke Schönau Stromkennzeichnung 2013, Archivlink abgerufen am 6. September 2022, fehlende Grafik, keine Daten
18. ↑  Naturstrom AG Stromkennzeichnung 2013 (PDF), Link liefert nicht die gewünschten Daten, kein Archivlink auffindbar, 5. September 2022
19. ↑  E.ON Stromkennzeichnung 2014, Archivlink abgerufen am 5. September 2022
20. ↑  RWE Stromkennzeichnung 2014, Archivlink abgerufen am 5. September 2022
21. ↑  EnBW Stromkennzeichnung 2014 (PDF; 42 kB), Archivlink abgerufen am 6. September 2022
22. ↑  EWE Stromkennzeichnung 2014
23. ↑  Lichtblick Stromkennzeichnung 2014
24. ↑  Greenpeace Energy Stromkennzeichnung 2014
25. ↑  EWS Stromkennzeichnung 2014, Archivlink abgerufen am 5. September 2022
26. ↑  Naturstrom AG Stromkennzeichnung 2014, Archivlink abgerufen am 5. September 2022
27. ↑  Strommix der E.ON Energie Deutschland GmbH. E.ON Energie Deutschland GmbH, abgerufen am 6. September 2022.
28. ↑  42 EnWG – Stromkennzeichnung. Uniper Energy Sales GmbH, abgerufen am 9. Juni 2022.
29. ↑  Stromkennzeichnung gemäß § 42 Energiewirtschaftsgesetz der RWE Supply & Trading GmbH für das Lieferjahr 2020. RWE Aktiengesellschaft, abgerufen am 6. September 2022.
30. ↑  Woher stammt der EnBW Strom? EnBW Energie Baden-Württemberg AG, abgerufen am 6. September 2022.
31. ↑  Die Herkunft Ihres Stroms. Vattenfall GmbH, abgerufen am 6. September 2022.
32. ↑  Woher kommt der Strom von EWE? EWE Aktiengesellschaft, abgerufen am 6. September 2022.
33. ↑  Ein gutes Zeichen: die LichtBlick ÖkoStrom Stromkennzeichnung. LichtBlick SE, abgerufen am 6. September 2022.
34. ↑  GREEN PLANET ENERGY STROMHERKKUNFT 2020. Green Planet Energy eG, abgerufen am 6. September 2022.
35. ↑  Individuelle Stromkennzeichnung 2020. EWS Elektrizitätswerke Schönau eG, abgerufen am 6. September 2022.
36. ↑  Mehr Transparenz für Stromkunden. naturstrom AG, abgerufen am 6. September 2022.